# FC Darida Minsk Raion
El FC Darida Minsk Raion (en bielorruso: ФК Дарыда Мiнскі раён) fue un equipo de fútbol de Bielorrusia que alguna vez jugó en la Liga Premier de Bielorrusia, la máxima categoría de fútbol en el país.

## Historia
Fue fundado en el año 2000 en el suburbio de Zhdanovichi como equipo de la Segunda División de Bielorrusia, pero al lograr el ascenso a la Liga Premier de Bielorrusia se mudó a la ciudad de Minsk Raion en 2003.
El club militó seis temporadas consecutivas en la Liga Premier de Bielorrusia entre 2003 y 2008, destacando su participación en la Copa de Bielorrusia de 2005 en la que alcanzaron las semifinales; disputando 182 en la máxima categoría hasta que en 2008 queda en último lugar de la liga, pero desaparece al finalizar la temporada por problemas financieros.

## Palmarés
- Primera División de Bielorrusia: 1

2002
- Segunda División de Bielorrusia: 1

2000